# Zemun
Zemun (em cirílico:Земун) é um município da Sérvia localizada no distrito de Belgrado, na região da Sírmia. Atualmente é, na prática, um bairro da capital sérvia. A sua população era de 152.950 habitantes segundo o censo de 2002.
Era chamada de Tauruno (Taurunum) durante o período romano.
Está localizada na zona norte de Belgrado, às margens do rio Danúbio. Era o local que abrigava a fortificação e a guarnição do Império Austríaco, como um posto avançado, na época do domínio dos Habsburgo sobre a região. A arquitetura do bairro guarda construções de estilo barroco austríaco do século XVIII, inclusive igrejas católicas. A vizinhança abriga muitos centros culturais e cafanas (cantinas tradicionais típicas dos Bálcãs).

## Demografia
| 1948   | 1953   | 1961   | 1971    | 1981    | 1991    | 2002    |
| ------ | ------ | ------ | ------- | ------- | ------- | ------- |
| 42 230 | 51 129 | 74 851 | 111 967 | 138 702 | 141 695 | 152 950 |